# Проскурняк шорстковолосистий
Проскурняк шорстковолосистий, алтея жорстковолосиста (Althaea hirsuta) — вид рослин з родини мальвових (Malvaceae), поширений у Європі, Північній Африці, західній і середній Азії.

## Опис
Однорічна, жорстко-волосиста рослина. Листки довго-черешкові, неглибоко-5–7-лопатеві. Квітки поодинокі, в пазухах листків на довгих квітконіжках. Пелюстки рожево-червоні або рожево-блакитні, рівні чашечці або трохи перевищують її. Чашечка при плодах роздута. Плоди на спинці поперечно-зморшкуваті. Рослина заввишки до 80 см. 2n = 50, 56.

## Поширення
Поширений у Європі, Північній Африці, західній і середній Азії.
В Україні вид зростає на схилах, кам'янистих місцях, полях, вздовж доріг, по засмічених і рудеральних місцях — у Криму та південно-західного Степу (Одеська область).